# 维特舍夫勒教堂

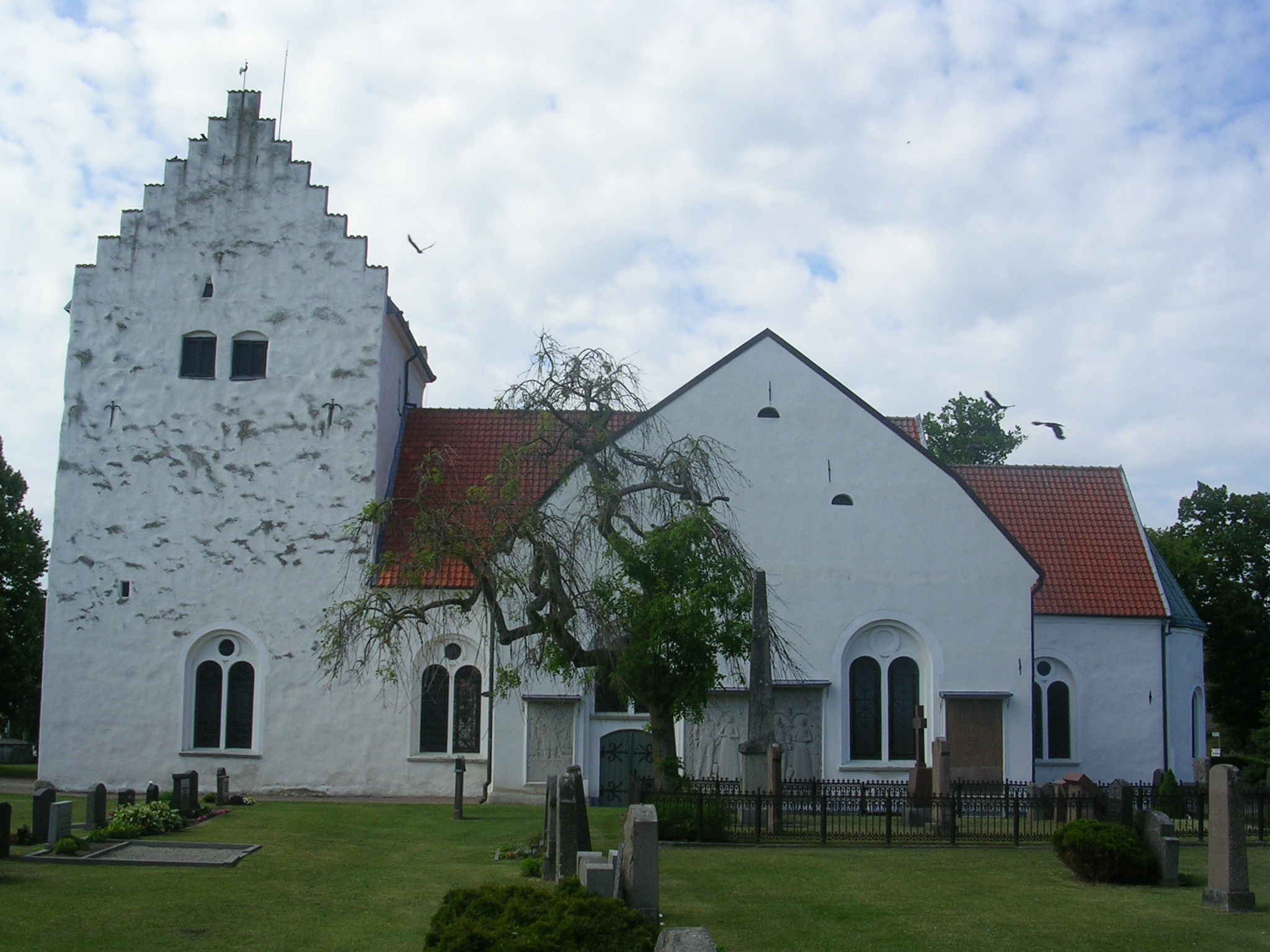
外觀

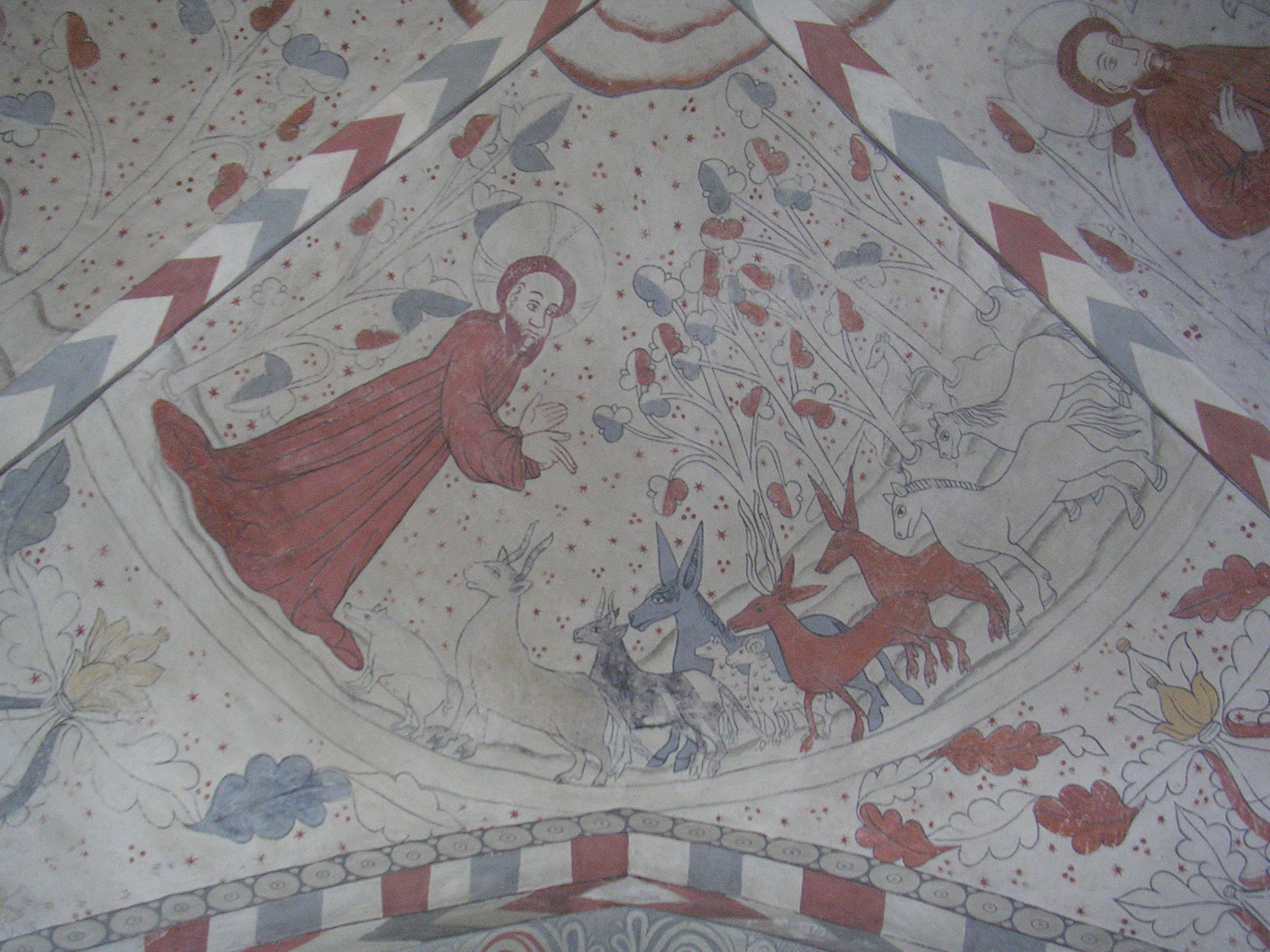
上帝创造动物壁画

维特舍夫勒教堂是位於瑞典隆德主教区斯科訥克里斯蒂安斯塔德市镇的教堂。教堂位于维特舍夫勒，大约特雷勒堡5公里的东北方，克里斯蒂安斯塔德28公里的正南方。

## 教堂建築
該教堂建造於12或13世紀。15世紀時，有人又在教堂北面建造了一個小禮拜堂。小禮拜堂里供奉的是聖安妮。
15世紀時，教堂建起了拱頂，拱頂於1480年代被畫上壁畫。在20世紀，壁畫進行了修復。壁畫裏描述的內容來自《聖經·創世紀》。而教堂的唱詩班席位刻畫了聖尼古拉的傳說。在聖安妮小禮拜堂內，有福音書作者的符號以及四位女聖人──聖巴巴拉、聖厄休拉、聖格特鲁德與聖凯瑟琳。
教堂的塔建於16世紀。
17世紀時，在教堂南面建有巴尔内科夫（Barnekow）家族墳墓禮拜堂。
教堂領洗池是中世紀樣式的。

## 教堂内部
巴尔内科夫家族的避難所就建於墓室內。